# Pfarrkirche Schleife

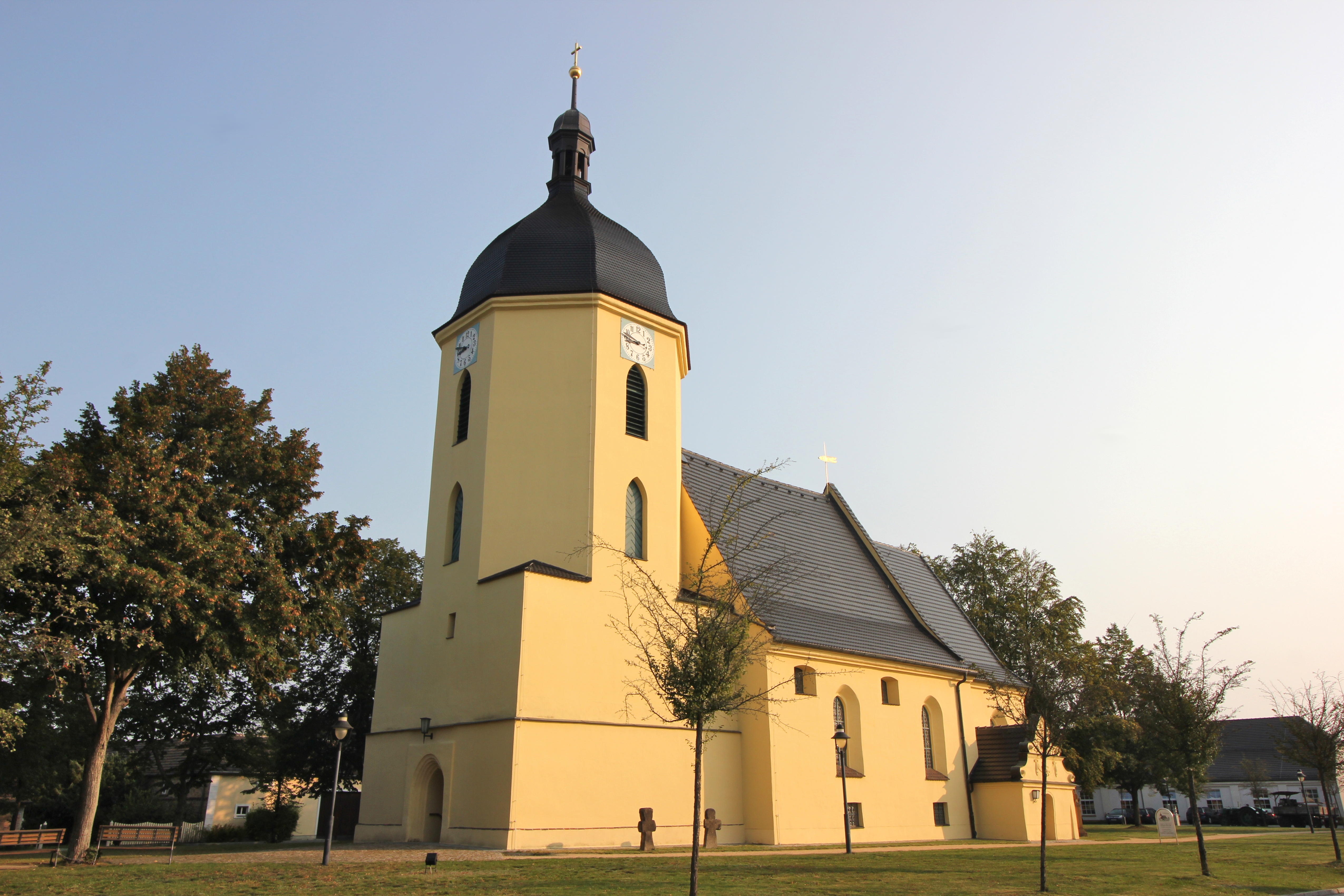
Pfarrkirche Schleife (2020)

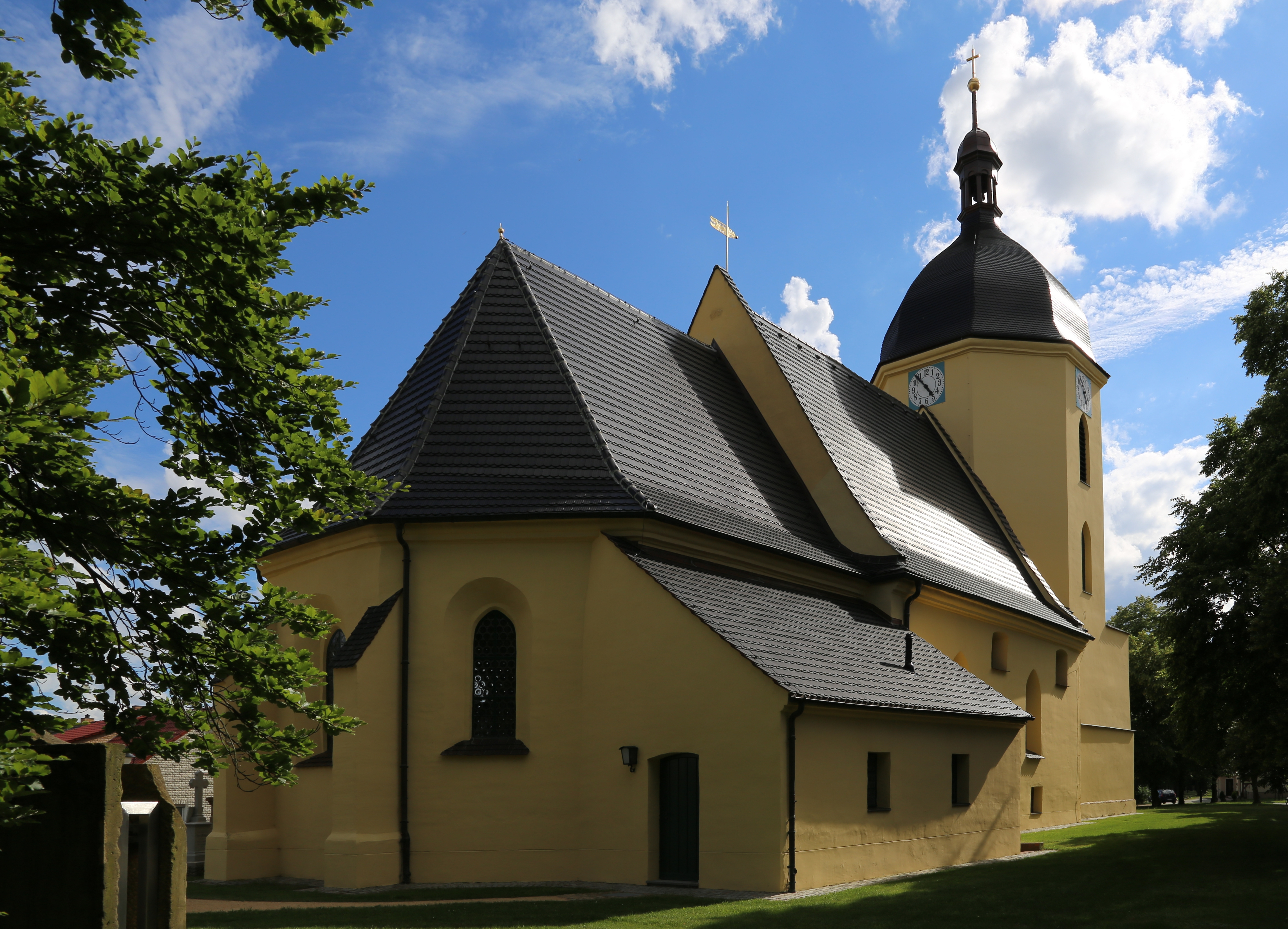
Ostschluss der Kirche Schleife mit angebauter Sakristei (2013)

Die Pfarrkirche Schleife (obersorbisch Slepjanska cyrkej) ist das Kirchengebäude in dem Dorf Schleife im Landkreis Görlitz in Sachsen. Es gehört der evangelischen Kirchengemeinde Schleife – Slepo im Kirchenkreis Schlesische Oberlausitz, der Teil der Evangelischen Kirche Berlin-Brandenburg-schlesische Oberlausitz ist. Die Kirche steht aufgrund ihrer bau- und ortsgeschichtlichen Bedeutung unter Denkmalschutz.

## Baubeschreibung

### Architektur
Die Kirche in Schleife wurde im Kern im 14. Jahrhundert gebaut und ist eine schlichte verputzte Saalkirche aus Feldstein. Der Chor ist als Dreiachtelschluss mit Strebepfeilern ausgebildet. An den Schiffsseiten befinden sich jeweils zwei große und im Chor kleinere Spitzbogenfenster. Der Eingang im Westturm hat ein gestuftes Spitzbogenportal. Im oktogonalen Teil des Turms befinden sich an der Nord-, Süd- und Westseite jeweils eine Klangarkade und darüber zu vier Seiten Uhren. Abgeschlossen wird der Turm durch eine Schweifhaube mit Laterne aus dem Jahr 1676. An der Nordseite des Chors ist eine Sakristei angebaut. Im 17. und 18. Jahrhundert wurden Umbauarbeiten an der Kirche vorgenommen. Dabei wurde im Jahr 1685 eine Vorhalle an der Südseite ergänzt. Diese hat einen Volutengiebel mit Kranzgesims und ein korbbogiges Portal.

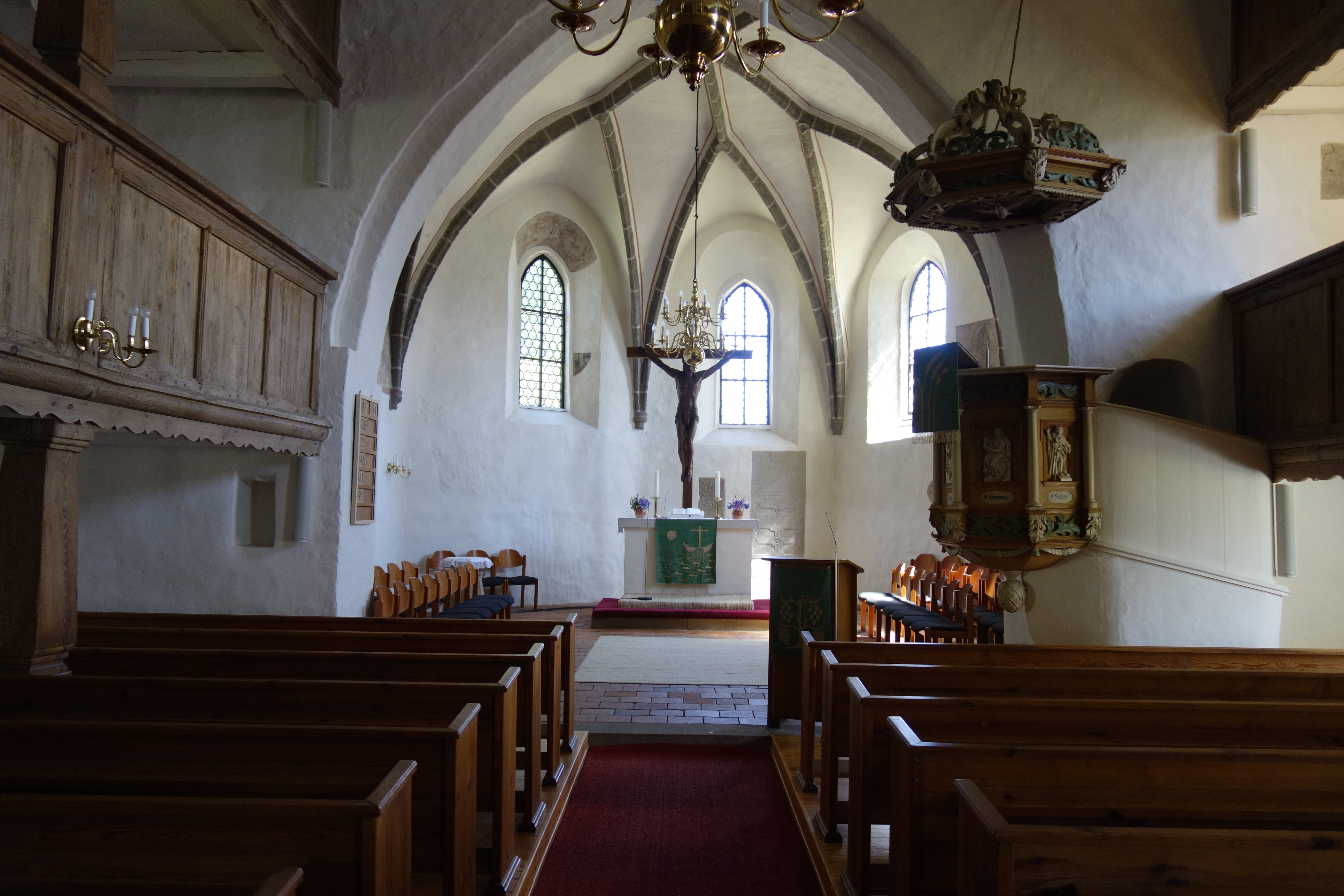
Blick auf den Chor mit Altar und Kanzel (2017)

Im Innenraum hat die Pfarrkirche Schleife eine flache Holzdecke. Der Chor ist vom Rest des Innenraums durch einen Triumphbogen abgetrennt und hat ein Netzgewölbe mit Birnstabrippen. Des Weiteren sind dort spätgotische Wandmalereien aus dem zweiten Viertel des 15. Jahrhunderts erhalten, die die Kreuzigung, das Jüngste Gericht sowie die sechs Apostel darstellen. Im Bereich des Schiffes befinden sich an drei Seiten barocke zweigeschossige Emporen. Außen vor dem Altarraum stehen drei Grabsteine der Pfarrersfamilie Wjelan/Wehlan, die nach der im Jahr 1862 erfolgten Einebnung des Friedhofes dort aufgestellt wurden.

### Geschichte
Die Pfarrkirche Schleife wird bereits in den Meißner Bistumsmatrikeln erwähnt und gehörte dort zur Propstei Budissin. 1890 wurde das Dach neu gedeckt und das Mauerwerk neu verputzt. Während des Ersten Weltkrieges mussten die Kirchenglocken zugunsten der Waffenproduktion abgegeben werden und wurden eingeschmolzen. Im Inneren erfolgten im Jahr 1923 einige Sanierungsmaßnahmen, die von Malermeister Ullrich aus Spremberg und dem Dresdner Kunstmaler William Krause durchgeführt wurden. Zwei Jahre später wurden wieder Kirchenglocken im Turm montiert. Am 16. und 17. April 1945 wurde die Pfarrkirche Schleife durch mehrere Bombentreffer schwer beschädigt; ein Großteil der Inneneinrichtung wurde zerstört. In der folgenden Zeit wurde die Kirche nach und nach wieder instand gesetzt, sodass sie im Oktober 1946 wieder eingeweiht werden konnte.
In den Jahren 1962 und 1963 erfolgte eine weitere Restaurierung des Innenraums, bei der barocke Freskenelemente freigelegt wurden. 1979 wurde der Außenputz erneuert. Nach der Wiedervereinigung kam es zu einer umfangreichen Sanierung der Schleifer Kirche nach denkmalschutzrechtlichen Bestimmungen. Der Holzzaun um die Kirche und den früheren Kirchhof wurde dabei entfernt. Bei weiteren Baumaßnahmen in den Jahren 2011 und 2012 wurden der Dachstuhl und die Haube umfangreich saniert und die Kirche erhielt eine Fußbodenheizung.

## Ausstattung

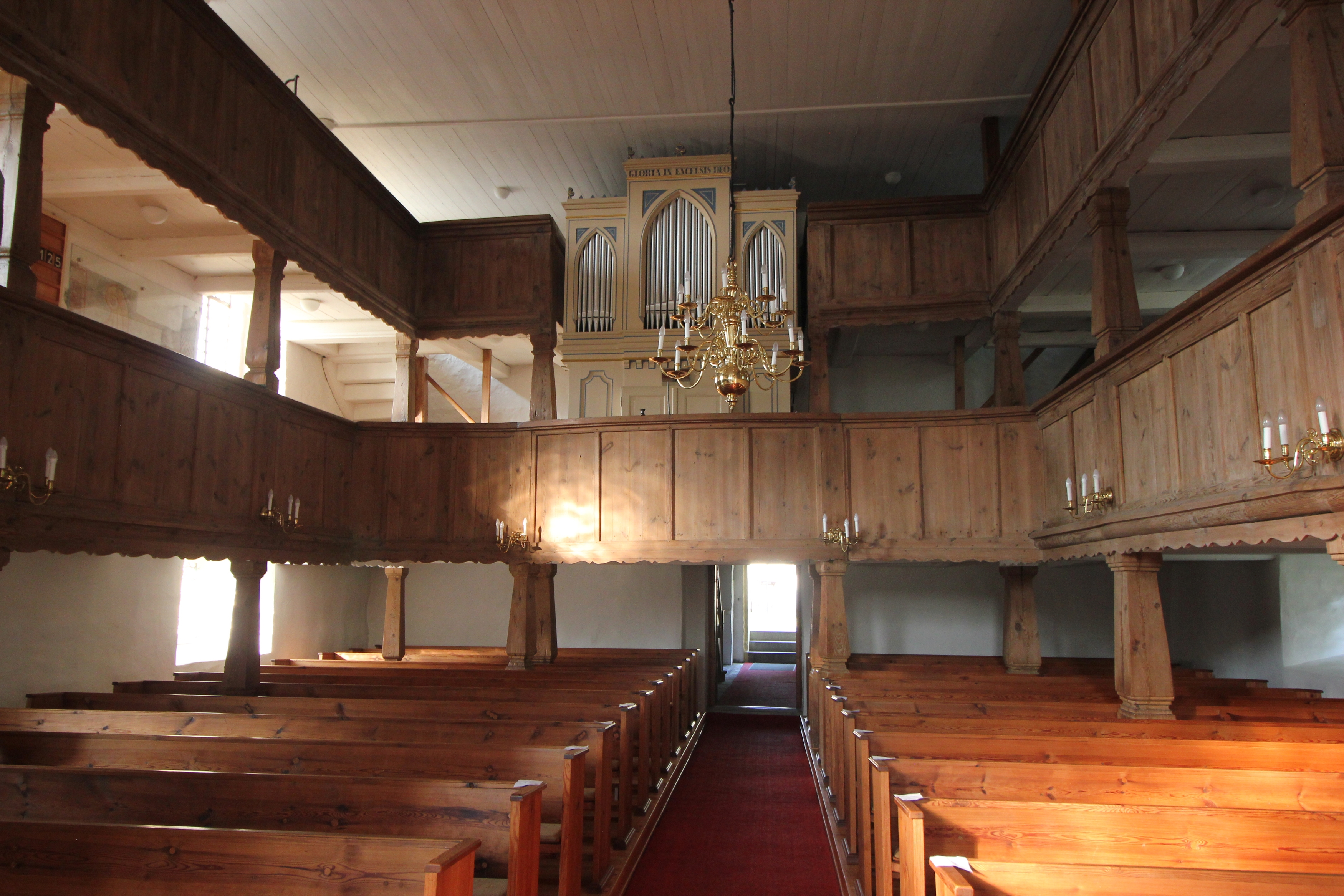
Blick zur Orgelempore (2020)

Zur Ausstattung der Schleifer Kirche gehört eine polygonale Kanzel mit geschnitzten Darstellungen der Evangelisten und des Paulus von Tarsus aus dem späten 17. Jahrhundert. Das hölzerne Kruzifix über dem Altar wurde 1948 von der Bildhauerin Dorothea von Philipsborn geschaffen. Die Orgel wurde 1859 von Eduard Glietsch aus Luckau gefertigt, 1873 erfolgten eine Reinigung und Intonation durch die Firma Schlag & Söhne. Im Jahr 1949 wurde die Orgel aufgrund von Kriegsschäden von der Firma Hermann Eule Orgelbau Bautzen neu gebaut. Sie hat heute nach einer Restaurierung durch Johannes Soldan 12 Register auf zwei Manualen und Pedal.

## Kirchengemeinde

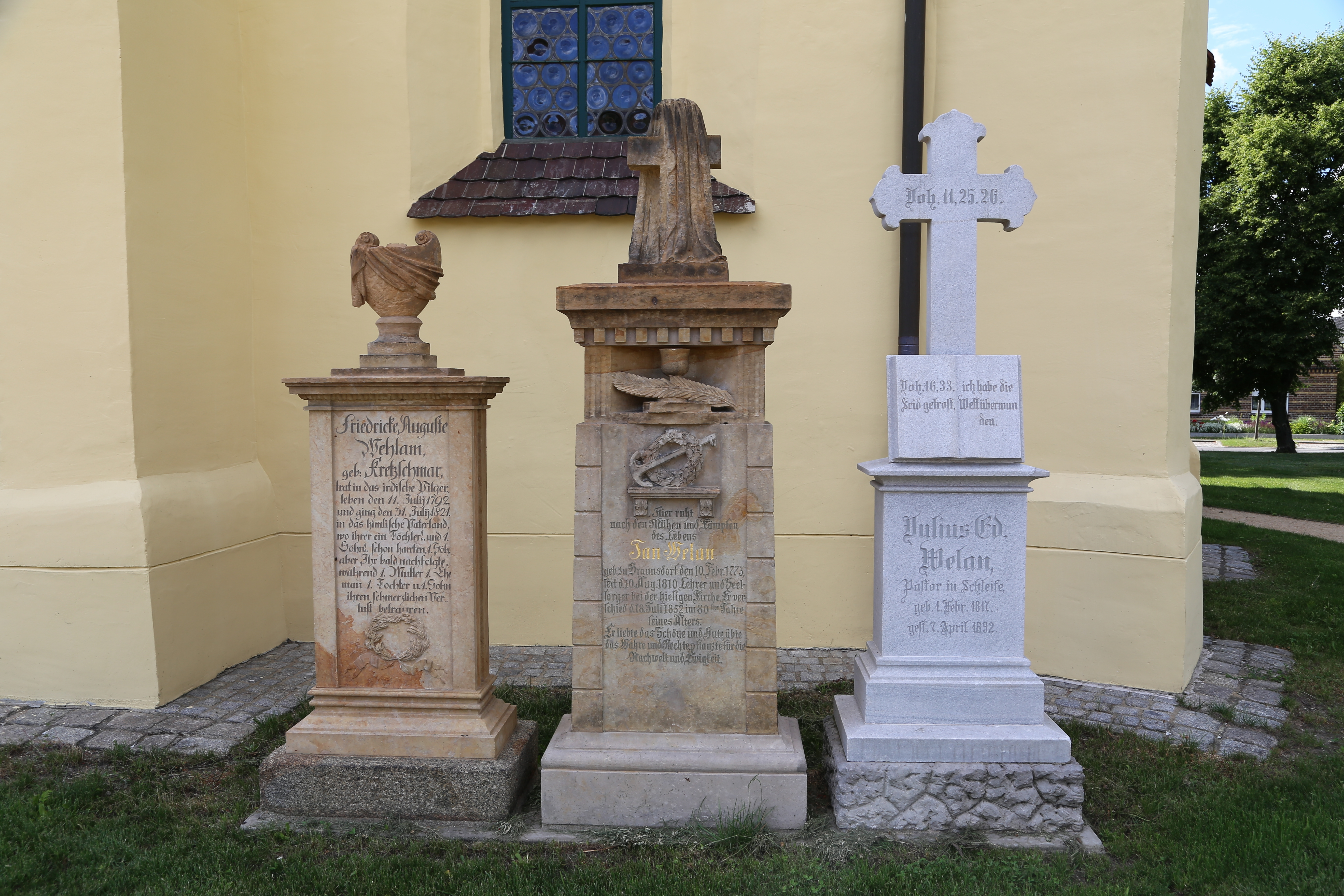
Grabsteine der Pfarrersfamilie Wjelan/Wehlan vor dem Altarraum (2013)

Zur Kirchengemeinde Schleife gehören neben dem Pfarrdorf Schleife die sieben weiteren Ortschaften Groß Düben, Halbendorf, Mühlrose, Mulkwitz, Rohne und Trebendorf sowie das brandenburgische Lieskau. Bis 1914 gehörte zum Kirchspiel noch das Dorf Neustadt/Spree, danach wurde es nach Spreewitz umgepfarrt. Erster evangelischer Pfarrer war ab 1596 Matthias Blasius. Als Arnošt Muka die Kirchengemeinde in den 1880er Jahren besuchte, waren unter den 3235 Einwohnern der Kirchengemeinde 3136 Sorben und 99 Deutsche. Zu diesem Zeitpunkt fanden in der Kirche jeden Sonntag und an Feiertagen Gottesdienste in sorbischer Sprache statt. Deutschsprachige Messen gab es an jedem dritten Sonntag. Pfarrer war damals Julius Eduard Wjelan, der 1892 von Matej Handrik (Matthäus Handrick) abgelöst wurde. Unter diesem wurden noch bis zu seiner Emeritierung gegen den Wunsch der Gemeinde 1934 Gottesdienste auf Obersorbisch gehalten. Sein Nachfolger Gottfried Rößler (Bohuměr Rejsler), der Sorbisch gelernt hatte und auch predigte, wurde 1938 von der Gestapo aus dem Regierungsbezirk Liegnitz ausgewiesen und war nach dem Krieg zweisprachiger Pfarrer in Großpostwitz. Seit 2014 hat die Kirchengemeinde Schleife mit Jadwiga Mahling wieder eine sorbischsprachige Pfarrerin und es finden von Zeit zu Zeit zweisprachige Gottesdienste statt.
Im Jahr 1937 gehörte die Kirchengemeinde Schleife zum Kirchenkreis Rothenburg in der Evangelischen Landeskirche der älteren Provinzen Preußens. Nach deren Zerfall nach dem Zweiten Weltkrieg kam die Kirchengemeinde unter Verwaltung der Evangelischen Kirche in Schlesien, die später in Evangelische Kirche der schlesischen Oberlausitz umbenannt wurde. Während des 20. Jahrhunderts kam die Kirchengemeinde Schleife in den Kirchenkreis Weißwasser. Die Evangelische Kirche der schlesischen Oberlausitz fusionierte am 1. Januar 2004 mit der Evangelischen Kirche in Berlin-Brandenburg zur evangelischen Kirche Berlin-Brandenburg-schlesische Oberlausitz. Zum 1. Januar 2007 schlossen sich die Kirchenkreise Weißwasser, Görlitz und Niesky zum Kirchenkreis Niederschlesische Oberlausitz zusammen, der wiederum am 1. Januar 2014 im Kirchenkreis Schlesische Oberlausitz aufging.